# Alan Davie
James Alan Davie (28 de septiembre de 1920 - 5 de abril de 2014) fue un pintor y músico escocés. Nació en Grangemouth y estudió en el Edinburgh College of Art a finales de 1930. Una exposición temprana de su trabajo llegó a través de la Sociedad de Artistas de Escocia.
Después de la Segunda Guerra Mundial, Davie tocaba el saxofón tenor en la orquesta de Tommy Sampson, que se situaba en Edimburgo, pero tuvo difusión y estuvo de gira en Europa. Davie viajó extensamente y en Venecia se influenció por otros pintores de la época, como Paul Klee, Jackson Pollock y Joan Miró, así como por una amplia gama de símbolos culturales. En particular, su estilo de pintura debe mucho a su afinidad con el Zen. Después de haber leído el libro de Eugen Herrigel, Zen in the Art of Archery (1953) asimiló la espontaneidad que hace hincapié en el Zen. Declarando que el camino espiritual es incompatible con la debida anticipación, se ha tratado de pintar tan automáticamente como sea posible, que está destinado a producir elementos de su inconsciente. En este sentido, comparte una visión con los pintores surrealistas como Miró, y también ha estado fascinado por la obra del psicoanalista Carl Jung.
Al igual que Pollock, muchas de las obras de Davie han sido ejecutadas pasando el pie por encima de la pintura, puesta en el suelo. Añadía capas de pintura hasta que en ocasiones la pintura original se ha cubierto muchas veces. A pesar de la rapidez con la que trabajó (por lo general tenía varias pinturas encima a la vez), sin embargo, estaba convencido de que sus imágenes no eran pura abstracción, pero todas tienen significados como símbolos. Defendiendo la primitiva, veía el papel del artista como algo similar a un chamán, y comentó sobre cómo las culturas dispares han adoptado símbolos comunes en sus lenguajes visuales.
Además de la pintura, ya sea sobre tela o papel (ha declarado que prefiere trabajar en el papel), Davie ha producido varias serigrafías. Él encontró un público por su trabajo en el continente y en los Estados Unidos algún tiempo antes de que el público en el arte británico pudiera reconciliarse con su mezcla de lo antiguo y la nueva invención de los símbolos y su pincelada explosiva. Sus pinturas parecen a la vez apocalípticas y triunfantes. En sus conferencias Davie destacó la importancia de la improvisación como su método elegido. Su postura era la de un adivino inspirado a resistir los avances de la civilización racional.
Musicalmente, Davie también tocó el piano, violonchelo y clarinete bajo. A principios de la década de 1970 su interés por la improvisación libre condujo a una estrecha asociación con el percusionista Tony Oxley. Sus pinturas también han inspirado a la música de otros, especialmente el bajista y compositor, Barry Guy.